# Actinote moyobambae
Actinote moyobambae är en fjärilsart som beskrevs av Charles Oberthür 1917. Actinote moyobambae ingår i släktet Actinote och familjen praktfjärilar. Inga underarter finns listade i Catalogue of Life.